# (26176) 1996 GD2
1996 جي دي 2 (ويعرف أيضًا باسم (26176) 1996 جي دي 2 وفق تسمية الكوكب الصغير) (بالإنجليزية: 1996 GD2)‏ هو كويكب ضمن حزام الكويكبات؛ وترتيبه 26176 من حيث الاكتشاف.
اكتُشف هذا الجُرم الفلكي بواسطة Maui Space Surveillance Complex ‏ في 15 أبريل 1996.

## وصلات خارجية
- (26176) 1996 GD2 في قاعدة بيانات مختبر الدفع النفاث لأجرام النظام الشمسي الصغيرة

- الاكتشاف · مخطط المدار ·  العناصر المدارية · المعلمات المادية

- (26176) 1996 GD2 على موقع ويكي سكاي: DSS2, SDSS, GALEX, IRAS, Hydrogen α, X-Ray, Astrophoto, Sky Map, Articles and images